# Рабюссон, Анри

Заглавный лист книги Анри Рабюссона «Les chimères de Marc le Paistre». 1899

Барон Анри Рабюссон (фр. Henry Rabusson; 28 августа 1850, Нёйи-сюр-Сен — 1 февраля 1922, Париж) — французский писатель

, журналист.

## Биография
Сын барона офицера Альфреда-Жана-Шарля-Анри Рабюссона, внук генерала барона Жана Рабюссона и коллекционера произведений искусства Огюстена Лаперьера.
Незадолго до франко-прусской войны поселился в Париже. В своих первых статьях сообщал о начале войны. Сотрудничал с журналом «Revue des Deux Mondes».
Занимался литературным творчеством. Умело изображал нравы высшего света, которые ему были хорошо знакомы. Использовал псевдоним La Feuillée.

## Избранные произведения
- Fiancés (1882)
- Dans le monde (1882)
- Madame de Givré (1884)
- L’Aventure de Mlle de Saint-Alais (1885)
- Le Roman d’un fataliste (1885)
- L’Amie (1885)
- Le Stage d’Adhémar (1886)
- Un Homme d’aujourd’hui (1887)
- Le Mari de madame d’Orgevaut (1887)
- Mon capitaine (1888)
- L’Épousée (1888)
- L’Illusion de Florestan (1889)
- Idylle et Drame de salon (1889)
- Hallali ! (1890)
- Moderne (1891)
- Bon Garçon (1893)
- Monsieur Cotillon (1894)
- Vaine Rencontre (1897)
- Le Cahier bleu d’un petit jeune homme (1898)
- Griffes roses (1898)
- Les Chimères de Marc Le Praistre (1898)
- L’Hostilité conjugale (1903)
- Scrupules de vierges (1903)
- L’Invisible Lien (1904)
- Les Colonnes d’Hercule (1905)
- Œuvres de chair (1906)
- Le Grief secret (1907)
- Frissons dangereux (1908)
- Le Frein (1910)
- La Justice de l’amour (1912)
- L’ironique destinée, roman d’un féministe (1912)
- Gogo et Cie (1914)